# Adams Pearmain
Adams's Pearmain es el nombre de la variedad cultivar de manzano (Malus domestica).
Variedad de manzana de parentales desconocidos registrado por vez primera en 1826 e introducido en los circuitos comerciales y exhibido por Sir Robert Adams de Herefordshire Inglaterra. Una popular manzana de postre eduardiana y victoriana. Las frutas son jugosas y un poco dulces, con un agradable sabor aromático.

## Sinonimia
- "Adam's Pearmain",
- "Adam's Parmane",
- "Adam's Reinette",
- "Hanging Pearmain".
- "Matchless",
- "Norfolk Pippin",
- "Norfolk Russet",
- "Rough Pippin",
- "Winterstriped Permain",
- "Winter Striper Pearmain",
- "Hanging Pearmain".

## Historia
'Adams's Pearmain' es una variedad de manzana de parentales desconocidos. Aunque esta variedad se presentó por primera vez a la Sociedad de Horticultura de Londres en 1826 como 'Norfolk Pippin' por Sir Robert Adams de Norfolk Inglaterra (Reino Unido), probablemente existió algún tiempo antes en Herefordshire con el nombre de 'Hanging Pearmain'. No hay indicios de la ascendencia de la plántula.
'Adams's Pearmain' se cultiva en la National Fruit Collection con el número de accesión: 1976-137 y Accession name: Adam's Pearmain (LA 73A).

## Características
'Adams's Pearmain' tiene un tiempo de floración que comienza a partir del 2 de mayo con el 10% de floración, para el 7 de mayo tiene una floración completa (80%), y para el 14 de mayo tiene un 90% de caída de pétalos.
'Adams's Pearmain' tiene una talla de fruto medio; forma claramente cónica y la manzana es típicamente más alta que ancha con cierta tendencia a alargarse, altura 65.00mm y anchura 70.00mm; con nervaduras débiles a medias y coronado; epidermis con color de fondo verde amarillo, importancia del sobre color bajo, con color del sobre color varia de amarillo a naranja , con sobre color densamente marcada con rayas rojas opacas, verde en el lado sombreado, presenta parches pequeños y lenticelas de color marrón rojizo que le dan a la superficie una sensación seca y áspera, "russeting" (pardeamiento áspero superficial que presentan algunas variedades) bajo a medio; cáliz medio, parcial o totalmente abierto, colocado en un recipiente medio ancho y medio profundo; pedúnculo de media pulgada de largo, es grueso y se encuentra en una cuenca poco profunda; carne de color blanco cremoso, de grano fino, tiende a estar algo demasiado seca para comerse sin control para los gustos actuales y, como tal es más adecuada para usar en postres. Sabor muy aromático, ácido y el sabor es claramente a nuez y dulce.
Su tiempo de recogida de cosecha se inicia a principios de octubre. Se conserva bien durante tres meses en una habitación fresca, por lo cual fue muy apreciada en la época victoriana de Inglaterra.

## Usos
Una excelente manzana de la herencia que se aplica para comer en fresco. En la cocina en horneado. También hace una sidra agradable.

## Ploidismo
Triploide, auto estéril, polen estéril. Grupo de polinización: B, Día 7.